# 海軍犯罪捜査局
海軍犯罪捜査局（かいぐんはんざいそうさきょく、英語：Naval Criminal Investigative Service、略称：NCIS）とは、アメリカ合衆国海軍省傘下の法執行機関で、米海軍と海兵隊に関連する犯罪の捜査をする文民捜査組織である。本部はネイビーヤードにあったが2006年にバージニア州の海兵隊基地クワンティコ海兵隊基地に移された。
1991年、旧称・海軍捜査局（Naval Investigative Service 略称: NIS）から現在の名称に改称した。

## 概要

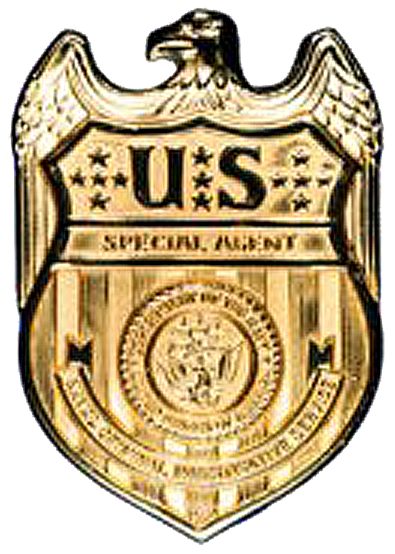
NCISバッジ　捜査局員は連邦捜査官なので保持者番号は裏面に打たれている。また身分証明書はFBIや連邦保安官の物同様、長札入れ形式

米国の海軍犯罪捜査局 2400人の構成員のうち約半数は特別捜査官（Special Agent）である。彼らは、世界中で多種多様な任務を遂行するために訓練されている。海軍犯罪捜査局特別捜査官は連邦法犯罪を管轄する捜査官であり、武装が許可されている。軍の捜査機関ではあるが特別捜査官は軍人ではなく文官（法執行官：law enforcement officer）であり、よって海軍憲兵とは明確に地位が異なる。入局資格者は、アメリカ市民権を持ち4年制大学を卒業している36歳までの成人。
海軍犯罪捜査局特別捜査官は法科学、監視と監視対抗策、コンピュータ捜査、フィジカルセキュリティ、ポリグラフ捜査などに熟練したさまざまな専門家のバックアップを受けている。
任務（管轄）は、脱走兵の追跡逮捕、海軍と海兵隊内部で行われる汚職や犯罪の捜査、証人保護、国境を越える麻薬犯罪、テロ対策、大規模国際詐欺、要人警護、コンピュータ犯罪、国家安全保障、防諜及び世界中の米海軍、海兵隊の資産の保護活動などである。
任務地は、米国内の海軍基地、海兵隊基地、世界中の米軍基地と米海軍艦艇。
あまり広報活動を行わず担当事件の報道もされていなかったため、世間にはほとんど存在を知られておらず、地方へ捜査に行くと地元の保安官にも（バッジ・身分証を見せてさえ）Gメンだと信じてもらえず、ワシントンの海軍省に電話してもらってやっと身分が確認されるという事態も起きていた。後に制作に協力したTVドラマ『NCIS 〜ネイビー犯罪捜査班』のヒットのおかげで認知度が急上昇し、他機関の捜査員に協力を求める際にもスムーズに話が進むようになったという。

### REACT
NCISは隷下の部隊にREACT(リアクト、英:Regional Enforcement Action Capabilities Team)と言う緊急時の即応性を持つ対テロ特殊部隊を有している。2013年のワシントン海軍工廠銃撃事件受けNCISは地域執行行動能力訓練部隊を創設し、2020年に現在の名称へと変更された。REACTは、逮捕、捜索令状の執行、潜入捜査官の保護/救助、潜入捜査、高リスクな監視、要人警護などの作戦を含む、高リスクな執行作戦を行うように編成されている。
REACTは海軍犯罪捜査局・作戦局の副局長の隷下に存在し、REACT司令官と副司令官の指揮下にある。NCISのニーズと移動性の変化、フィールドオフィスの再編成、および地理的な違いにより、各チームの構成は異なる場合がある。一般的に、各REACTチームは1人のチームリーダー、1人のアシスタントチームリーダー、および複数の戦術オペレーターで構成されている。REACTへの割り当ては任意であり、REACTは付随的義務に分類さる。REACTに割り当てられた連邦捜査官は、REACTの任務に呼ばれない場合、通常の捜査任務を行う。

## 装備
2021年現在、NCIS捜査官に配備されている標準携行火器(拳銃)はグロック47、グロック19、グロック26である。しかし、NCISは以前にP229/P239、SIG Sauer M11（P228）も配備していたため捜査官は自分の好みに合わせて使用しているとされる。また、前述のREACTではM4カービンやH&K HK416等も配備されている。

## 施設

### 極東本部
在日米海軍の横須賀海軍施設内に海軍犯罪捜査局の極東本部 (FEF) がある。極東本部では、中国、日本、韓国、中国およびロシア東部を含む極東でのNCISの活動全般を管轄している。日本の横須賀、厚木、岩国、沖縄、佐世保、三沢、また韓国のソウル、釜山、鎮海に支所がある。
沖縄支所ではキャンプ瑞慶覧の事務所におよそ35名の職員がいる。日米地位協定第17条では、例外を除いて容疑者は起訴されて初めて米軍側から引き渡されることとなっており、容疑者を拘留することなく捜査を続けることになるため、起訴に持ち込むことがより困難となる。情報公開法で公開されたNCISの文書によると、2017年8月にあったレイプ事件に関しても、女性被害者側が強く訴えたにもかかわらず、起訴されることはなかった。
2024年5月15日に横須賀海軍施設内にドローンが侵入し、アーレイバーク級駆逐艦などが撮影された事件について在日アメリカ海軍司令部は、「横須賀基地に関する映像がSNSに投稿されていることは承知している。海軍犯罪捜査局（NCIS）が捜査中の案件につき、コメントは差し控える」と発表した（横須賀基地ドローン侵入撮影事件）。